# Melitaea punica
Melitaea punica är en fjärilsart som beskrevs av Charles Oberthür 1876. Melitaea punica ingår i släktet Melitaea och familjen praktfjärilar. Inga underarter finns listade i Catalogue of Life.